# César Gentille
César Gentille Vargas (Chincha, 5 de enero de 1962) es un general en retiro de la Policía Nacional del Perú (PNP). Fue Ministro del Interior desde el 10 de septiembre de 2020 hasta el 10 de noviembre del 2020, en el gobierno de Martín Vizcarra.

## Biografía
Hijo de los educadores César Gentille Ríos y Bertha Vargas de Gentille. Cursó sus estudios secundarios en el Colegio Centenario José Pardo y Barreda, de su ciudad natal, de donde egresó en 1978. Luego ingresó a la Escuela de la Policía Nacional del Perú. Se especializó en el área de inteligencia policial. 
Es  magíster en Administración de la Universidad Nacional Federico Villarreal, con un diplomado de Alta Especialización en Inteligencia Estratégica, co-auspiciado por la Dirección Nacional de Inteligencia (DINI) en ESAN.
A lo largo de su trayectoria, fue director de investigaciones de la Inspectoría de la PNP, jefe del Escuadrón Verde de la Región Policial Lima, jefe de la Región Policial La Libertad y de la Región Lima.
Ha laborado en la Dirección Antidrogas, como jefe de Operaciones e Inteligencia de la División de Operaciones Especiales Antidrogas del Huallaga. Fue también director de Análisis de Tráfico Ilícito de Drogas de la Dirección General de Inteligencia del Ministerio del Interior (DIGIMIN).
Fue impulsor del programa Barrio Seguro, una estrategia de seguridad ciudadana que involucra en el trabajo policial a la sociedad civil organizada en juntas vecinales. Participó también en la implementación del Plan Nacional de Seguridad Ciudadana aprobado en junio de 2019.
El 10 de septiembre de 2020 juró como ministro del Interior ante el presidente Martín Vizcarra, en reemplazo del general Jorge Montoya Pérez.